# Прусенко, Евгений Дмитриевич
Прусе́нко Евге́ний Дми́триевич (род. 3 ноября 1956, Горловка) — украинский государственный деятель и учёный. Кандидат технических наук (1985), профессор (2003). Заслуженный строитель Украины (2011). Экс-Председатель Государственного агентства автомобильных дорог Украины.

## Биография
Родился 3 ноября 1956 года в городе Горловка Донецкой области.
Высшее образование получил в Горловском филиале Донецкого политехнического института, специальность «Автомобильные дороги» (1973—1978).
С 1978 года — мастер дорожного участка, в период 1978—1980 — служба в Советской армии; 1980—1982 — ассистент кафедры строительства и эксплуатации дорог Горловского филиала Донецкого политехнического института.
В период 1982—1985 годов учился в аспирантуре Харьковского автомобильно-дорожного института; в 1985—1987 годы — младший научный сотрудник, старший научный сотрудник ХАДИ; 1987—1992 — заведующий отраслевой научно-исследовательской лаборатории при ХАДИ; В 1992—1997 годах — доцент кафедры строительства и эксплуатации автомобильных дорог ХАДИ (с 1993 года — ХНАДУ); в 1997—2001 годах — заведующий кафедрой строительства и эксплуатации автодорог ХНАДУ.
Евгений Прусенко является автором (и соавтором) более 170 научных публикаций, 18 авторских свидетельств и патентов.
В 2001-2005 годах - начальник Управления научно-технической политики Государственной службы автомобильных дорог Украины. 
С 2005 по 2006 год — директор Департамента технического развития дорожного сектора корпорации «Золотые ворота».
С 2006—2008 — заместитель Председателя Государственной службы автомобильных дорог Украины.
В 2008—2010 годах — директор ООО «Дорожный научно-технический центр». 
В 2010—2012 годах — заместитель Председателя Государственной службы автомобильных дорог Украины.
2012-2013 - советник Председателя Государственной службы автомобильных дорог Украины.
23 апреля 2013 назначен Председателем Государственного агентства автомобильных дорог Украины (Укравтодор).

## Награды
- Медаль «За труд и доблесть» (2004).
- Заслуженный строитель Украины (2011).